# Dragon Racing
Dragon Racing (znany również od nazw sponsorów jako: Luczo Dragon Racing, de Ferran Dragon Racing) – amerykański zespół wyścigowy, założony w 2007 roku przez amerykańskiego biznesmena Jaya Penske. Początkowo ekipa poświęciła się jedynie startom w wyścigach IndyCar Series. Od 2007 roku zespół startuje w słynnym wyścigu Indianapolis 500. Jednak na sezon 2014/2015 ekipa dołączyła także do stawki Formuły E, gdzie w pierwszym sezonie zdobyła tytuł wicemistrzowski.

## Wyniki

### Indy Car
| Rok  | Bolid                           | Kierowcy           | Wyścigi | Wygrane | PP | NO | Pkt | M.K. |
| ---- | ------------------------------- | ------------------ | ------- | ------- | -- | -- | --- | ---- |
| 2007 | Dallara-Honda                   | Ryan Briscoe       | 1       | 0       | 0  | 0  | 30  | 24   |
| 2008 | Dallara-Honda                   | Tomas Scheckter    | 6       | 0       | 0  | 0  | 66  | 31   |
| 2009 | Dallara-Honda                   | Raphael Matos      | 17      | 0       | 0  | 0  | 312 | 13   |
| 2010 | Dallara-Honda                   | Raphael Matos      | 17      | 0       | 0  | 0  | 290 | 14   |
| 2010 | Dallara-Honda                   | Davey Hamilton     | 2       | 0       | 0  | 0  | 26  | 36   |
| 2011 | Dallara-Honda                   | Paul Tracy         | 5       | 0       | 0  | 0  | 68  | 29   |
| 2011 | Dallara-Honda                   | Ho-Pin Tung        | 2       | 0       | 0  | 0  | 10  | 45   |
| 2011 | Dallara-Honda                   | Scott Speed        | 1       | 0       | 0  | 0  | 0   | NS   |
| 2011 | Dallara-Honda                   | Patrick Carpentier | 1       | 0       | 0  | 0  | 0   | NS   |
| 2012 | Dallara-Lotus Dallara-Chevrolet | Katherine Legge    | 10      | 0       | 0  | 0  | 137 | 26   |
| 2012 | Dallara-Lotus Dallara-Chevrolet | Sébastien Bourdais | 11      | 0       | 0  | 0  | 173 | 25   |
| 2013 | Dallara-Chevrolet               | Sebastián Saavedra | 19      | 0       | 0  | 0  | 236 | 21   |
| 2013 | Dallara-Chevrolet               | Sébastien Bourdais | 19      | 0       | 0  | 1  | 370 | 12   |